# Cornelio Fabro
Cornelio Fabro (ur. 24 sierpnia 1911 w Talmassons, zm. 4 maja 1995 w Rzymie) – włoski filozof i teolog.
Jeden z głównych przedstawicieli współczesnego tomizmu. W 1935 przyjął święcenia kapłańskie, a następnie wykładał biologię, psychologię i metafizykę na Uniwersytecie Laterańskim w Rzymie. W 1959 założył pierwszy europejski instytut badający historię ateizmu. W filozofii był konsekwentnym zwolennikiem św. Tomasza z Akwinu. Krytykował nadmierny antropologizm teologiczny, w którym widział zagrożenie dla teologii katolicyzmu.

## Twórczość
- La nozione metafisica di partecipazione secondo S. Tommaso d'Aquino, S.E.I., Torino, (1939),
- Percezione e pensiero, Vita e Pensiero, Milano, (1941),
- La fenomenologia della percezione, Vita e Pensiero, Milano, (1941),
- Introduzione all'esistenzialismo, Vita e Pensiero, Milano, (1943),
- Problemi dell'esistenzialismo, A.V.E., Roma, (1945),
- Tra Kierkegaard e Marx: per una definizione dell'esistenza, Vallecchi, Firenze, (1952),
- L'assoluto nell'esistenzialismo, Miano-Catania, (1953),
- Dio: introduzione al problema teologico, Studium, Roma, (1953),
- L'anima, Studium, Roma, (1955),
- Dall'essere all'esistente, Morcelliana, Brescia, (1957),
- Breve introduzione al Tomismo, Desclée, Roma, (1960),
- Partecipazione e causalità secondo S. Tommaso D'Aquino, S.E.I., Torino, (1960),
- Introduzione all'ateismo moderno, Studium, Roma, (1964),
- L'uomo e il rischio di Dio, Studium, Roma, (1967),
- Esegesi tomistica, Pontificia Università Lateranense, Roma, (1969),
- Karl Rahner e l'ermeneutica tomistica, Divus Thomas, Piacenza, (1972),
- L'avventura della teologia progressista, Rusconi, Milano, (1974),
- La svolta antropologica di Karl Rahner, Rusconi, Milano, (1974),
- Ludwig Feuerbach: l'essenza del cristianesimo, Japadre, L'Aquila, (1977),
- La preghiera nel pensiero moderno, Edizioni di Storia e Letteratura, Roma, (1979)
- La trappola del compromesso storico: da Togliatti a Berlinguer, Logos, Roma, 1979
- L'alienazione dell'Occidente: osservazioni sul pensiero di Emanuele Severino, Quadrivium, Genova, (1981),
- Introduzione a San Tommaso, Ares, Milano, (1983),
- L'enigma Rosmini, Edizioni Scientifiche Italiane, Napoli, (1988),
- Le prove dell'esistenza di Dio, La Scuola, Brescia, (1989),
- L'odissea del nichilismo, Guida, Napoli, (1990),
- Per un progetto di filosofia cristiana, D'Auria, Napoli, (1990)